# Береника IV
Береника IV (грч: Βερενίκη Δ', 77—55. п. н. е.) била је краљица хеленистичког Египта из династије Птолемејида.
Рођена је у Александрији као ћерка Птолемеја XII Аулета и Клеопатре V. Клеопатра VI Трифена и Клеопатра VII, љубавница Јулија Цезара и Марка Антонија, биле су јој сестре. По античким изворима, Береника је волела моду, забаве и накит. Била је прилично лења и плашљива, а нарочито се прибојавала сељака, робова и свих оних који су припадали нижим друштвеним слојевима. Услед недостатка радне етике била је слабо образована, потпуно је игнорисала сељаштва и њене државничке способности биле су слабе. Ипак, била је веома лепа и веома пажљива према својим сродницима и пријатељима.
Береника IV се докопала престола услед унутрашњих борби у династији Птолемејида. Птолемеј XII Аулет и Клеопатра VII су 58. п. н. е. побегли у Рим пред све моћнијом Клеопатром VI Трифеном. Клеопатра VI је пак умрла 57. пре н. е, можда захваљујући томе што ју је Береника отровала. После сестрине смрти, Береника је у својој двадесетој години постала једина владарка Египта.
Од Беренике се сада очекивало да се уда и влада као савладарка свог супруга. Прво се удала по присили својих саветника за Селеука Кибиосатка. Међутим, убрзо је погубила младожењу и наставила да влада самостално. Други брак је склопила са Архелајем, који је тврдио да води порекло од понтског краља Митридата VI Еуропатора, чувеног противника Римљана. Према Страбону, Береникин муж био је у ствари син Митридатовог војсковође Архелаја који је током Првом Митридатовог рата пребегао Римљанима. Било како било, Архелаја је римски војсковођа Гнеј Помпеј Велики поставио за свештеника у граду Комани у Кападокији. Береника се тако удала по други пут али супруга није произвела у савладара. У Египту су колале гласине да је краљица исувише окренута моди и луксузу и да је неспособна да влада.
Береникина владавина се завршила када је 55. у Египат стигао римски војсковођа Аул Габиније коме је римски сенат наложио да врати Птолемеја Аулета, оданог римског савезника, на престо. Береника је погубљена, а њена глава је донета Габинију на послужавнику. Њен супруг Архелај је, према Страбону, погинуо у борби са Габинијевим одредима.